# Sëlva
Sëlva (ladinskt uttal: [ˈsɜlva]
 ( lyssna), italienska: Selva di Val Gardena [ˈselva di ˌval ɡarˈdeːna], tyska: Wolkenstein in Gröden [ˈvɔlkn̩ʃtaɪn ɪn ˈɡrøːdn̩]) är en ort och kommun i provinsen Sydtyrolen i regionen Trentino-Sydtyrolen i norra Italien. Den är belägen i dalen Val Gardena i Dolomiterna, cirka 30 kilometer öster om Bolzano. Namnet härstammar från det latinska ordet silva ("skog").
Kommunen har 2 630 invånare (2024), på en yta av 56,24 km². Enligt 2024 års folkräkning talar 87,18 % av befolkningen ladinska, 8,20 % italienska och 4,63 % tyska som modersmål.
Sëlva är en populär vintersportort och utgör en del av det sammanvuxna skidområdet Dolomiti Super Ski, bestående av tiotals dalar och över 400 liftar. Orten är också en av startpunkterna i rundturen Sellaronda.

## Orter
Orter (località) i kommunen Sëlva med fler än 20 invånare (inom parentes invånarantal 2021):

- Plan da Tieja (383)
- Sëlva/Selva/Wolkenstein (1 526)
- La Sëlva (81)
- Daunëi (129)
- La Poza (189)
- Dorives (44)